# Biología humana

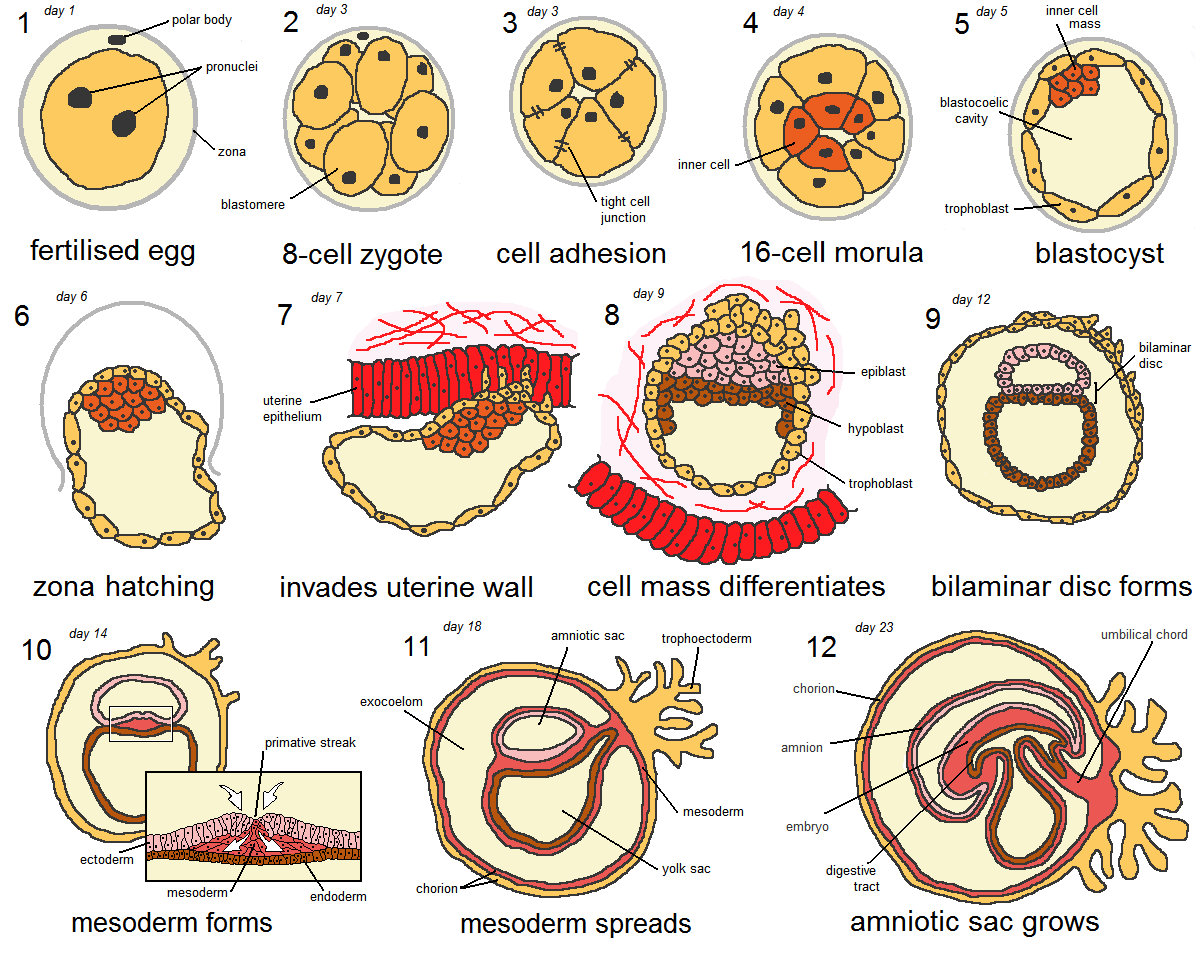
Las primeras semanas de la embriogénesis en los seres humanos. Comienzan con el óvulo fecundado y terminan con el cierre del tubo neural.

Biología humana es la denominación de un campo de estudio interdisciplinar principalmente incluido dentro de la biología y por tanto de las ciencias naturales, aunque dada su implicación con el ser humano como objeto también puede enumerarse entre las ciencias humanas o ciencias sociales. 
Se relaciona con la antropología biológica, la nutrición y la medicina. Está estrechamente relacionado con la biología de los primates, así con un gran número de otras disciplinas.
Un departamento universitario con el nombre de human biology major existe desde 1970 en la Universidad Stanford.
La biología humana incluye el estudio de la variación genética entre las poblaciones humanas del presente y el pasado; la variación biológica relacionada con el clima y otros elementos del medio ambiente; los determinantes de riesgo de enfermedades degenerativas y enfermedades infecciosas en las poblaciones humanas (epidemiología); el término "desarrollo humano" entendido desde una perspectiva biológica; la biodemografía, etc.
No existen límites precisos para esta ciencia, y su distinción con la investigación médica convencional consiste en su enfoque especial en la perspectiva de la salud a nivel poblacional e internacional, así como en su relación con la evolución humana, el concepto de adaptación y la genética de poblaciones en vez de la diagnosis individual.